# 丘樂
丘樂(1983年2月26日—)，中國廣西人，是中國的男子舉重運動員。

## 生涯
丘樂在1992年起於廣西貴港市業餘體育學枚參與舉重訓練。一年後，他轉至廣西體育運動學校接受訓練。1996年夏天，他入選廣西舉重隊。9年後，他取得晉身國家隊的機會。現時，他於國家隊的教練為王國新。
2003年，丘樂於世界青年錦標賽中奪得他個人首個世界冠軍。次年，他贏得全國錦標賽的男子62公斤級小項的錦標。2005年，他成功衛冕全國錦標賽的第一。同年10月，他於十運會以總成績322.5公斤摘下金牌。隨後的世界錦標賽中，他贏得男子62公斤級小項的挺舉和總成績的兩項錦標。
2006年10月，丘樂於加勒比海國家多明尼加舉行的世界錦標賽中先後以140公斤、168公斤以及308公斤的成績贏得男子62公斤級小項中抓舉、挺舉與總成績的三項金牌。隨後的多哈亞運中，他在舉重項目的男子62公斤級小項中以兩公斤的差距壓過隊友毛角，為中國增添一面金牌。翌年4月，他於泰安的亞洲錦標賽中掄下了男子62公斤級小項中三項的金牌。